# Didierea
Didierea és un gènere de plantes amb flors suculentes que pertany a la família de les didiereàcies.

## Descripció
Les plantes creixen com arbustos o arbres espinosos, dioics i fortament punxegudes, amb brots individuals gruixuts que poden arribar a fer fins als 6 metres d'alçada. Als brots hi ha berrugues disposades en forma d'espiral sobre les quals es localitzen arèoles, de les quals sorgeixen rosetes de fulles estretes i efímeres. A les berrugues de 4 a 8, poques vegades només n'hi ha 1 o fins a 12, es formen espines rígides, semblants a agulles i radials.
Les flors en umbel·les surten de les arèoles de les parts superiors del brot. Es formen 8 estams. Té entre 3 a 4 estigmes poques vegades són grans i tenen osques. Els fruits són triangulars.
El nombre de cromosomes és 2n = 48.

## Distribució
Les dues espècies conegudes són endèmiques de del sud-oest i sud de Madagascar, on es troben a l'ecosistema de boscos i matolls espinosos de Madagascar. Es troben a l'apèndix II de la CITES, la qual cosa significa que el seu comerç està restringit per protegir les poblacions naturals.

## Taxonomia
El gènere va ser descrit per Henri Ernest Baillon i publicat a Bull. Mens. Soc. Linn. Paris 258, a l'any 1880. L'espècie tipus del gènere és Didierea madagascariensis Baillon.
Etimologia
Didierea: gènere que va ser dedicat a l'explorador i naturalista francès Alfred Grandidier (1836-1921).
El gènere conté dues espècies:
- Didierea madagascariensis Baillon: Creix al sud-oest de Madagascar.[3]
- Didierea trollii Capuron i Rauh: Creix al sud de Madagascar.[3]